# Пастка (Джек Річер)
«Пастка» (англ. Tripwire ) — детективний роман англійського письменника Лі Чайлда, виданий у 1999 році. Роман є третім у циклі творів (попередній роман —  "Ціною власного життя") про колишнього військового поліцейського Джека Річера, який виявляється втягнутий інтриги ветерана В'єтнамської війни, якого вважають мертвим.

## Сюжет
У пролозі до основного сюжету розповідається про ретельно спланований маршрут втечі Віктора Трумена "Гак" у разі, якщо його таємницю буде розкрито. Система раннього спостереження, яку він придумав, розташована у двох точках, які віддалені на одинадцять тисяч миль та шість  тисяч миль від його бази в США. У відповідь на спрацювання цієї система він планує "обірвати всі кінці", забрати гроші, продати активи та покинути країну. Понад тридцять років сигнали не спрацьовували, але під час подій книги вони пролунали одного і того ж дня.
Колишній військовий поліцейський Джек Річер у Кі-Вест працює викидайлом  в барі вночі та копає басейни вдень. Його розшукує в барі приватний детектив Кастелло  (колишній полісмен), якого вбивають біля бару двоє невідомих.  Річер слідкує за цими невідомими та знаходить труп Кастелло з пошкодженими пальцями. Для того щоб зрозуміти чому його розшукують Джек Річер прямує до Нью-Йорка.
Віднайшовши у Нью-Йорці офіс Кастелло він знаходить його клієнтку Джоді Гарбер-Джейкоб та прямує до неї додому. Джоді виявляється успішною юристкою та дочкою генерала Леона Гарбера — наставника та колишнього начальника Джека Річера, на поминки за яким він якраз прибуває.
Річер та Джоді йдуть слідом Костелло, розкриваючи інформацію про останній проект її батька - розслідування для родини Хобі про місцезнаходження їхнього сина Віктора, пілота вертольота, який зник безвісти під час війни у В'єтнамі. Вони з'ясовують, що Хобі тратили свої заощадження фальшивому військовому слідчому на ім'я Руттер, який ніби розшукував інформацію про їх зниклого сина. Річер змушує Раттера повернути гроші, які він виманив з родини Хобі. Далі вони відвідують  Національний центр обліку персоналу в Сент-Луїсі, а потім військову Центральну лабораторію ідентифікації на Гаваях (спеціальний криміналістичний заклад, який ідентифікує останки солдатів).
Річер і Джоді дізнаються, що Хобі служив на війні пілотом вертольота, і його збили над джунглями Вєтнаму. Однак стає зрозуміло, що Хобі загинув у катастрофі, і що інший солдат на ім’я Карл Аллен сильно обпалений під час аварії насправді живий. Для того щоб обдурити військових слідчих Карл Ален залишає свою праву руку на місці аварії вертольота, замість якої використовує крюк.
Аллен накопичує статки як незаконний "лихвар". Він пропонує позики під високі відсотки компаніям, які не можуть позичати у банків. Однак його реальна мета - захопити контроль над активами цих компаній, використовуючи погрози та тортури, щоб змусити своїх клієнтів погодитися з його умовами. Незважаючи на те, що він усвідомлює, що розслідування Річера може розкрити його злочини, Аллен вирішує завершити останню роботу: поглинання багатомільйонної компанії, яка перебуває на межі банкрутства та належить Честеру та Мерилін Стоун. Аллен та його люди беруть пару в заручники, але Мерилін затримує їх перед тим, як її чоловік віддасть акції компанії.
Юридична фірма, в якій працює Джоді є посередником в операції з Алленом і Джоді потрапляє в полон. Річера, в якого під час спільного розслідування розпочався роман з Джоді, заманюють в пастку  на 88-мий поверх Всесвітнього торгового центру. Річеру вдається вбити Аллена та його людей, проте він отримує здавалося б, смертельне поранення в груди. Однак у лікарні виявляється, що через важку фізичну працю, яку Річер виконував під час копання басейнів, його грудна мускулатура стала настільки товстою, що куля не пробила її.

## Основні персонажі
- Джек Річер — протагоніст, колишній військовий поліцейський, який наразі мандрує країною;
- Джоді Гарбер-Джейкоб — дочка генерала Леона Гарбера — наставника та колишнього начальника Джека Річера;
- Карл Аллен — Віктор Трумен "Хук" - головний антагоніст роману;
- Честеру та Мерилін Стоун — подружжя, власники компанії, яка перебуває на межі банкрутства. та є об'єктом рейдерської атаки Карла Аллена.

## Цікаві факти
Робоча назва книги була "Гак".
Частина подій відбувається у Кі-Вест де автор відпочивав у 1996 році.

## Відгуки
Роман отримав позитивні відгуки критиків. Газета "Орландо Сентінел" назвала роман "трилером, хорошим до останньої краплі", а "Аризона Daily Star" сказала, що книга настільки захоплива, що тримає в напрузі до самого її кінця. Книгу також оцінили колеги-автори, Майкл Коннеллі та Стівен Уайт.